# Hôtel Le Plaza (Bruxelles)
Pour les articles homonymes, voir Hôtel Plaza.
L’hôtel Le Plaza est un palace bruxellois. Il ouvre ses portes en 1930 et est donc, après l'hôtel Métropole (1895) ou le prestigieux Hôtel Astoria (1909), le plus récent des palaces de Bruxelles.
Il est un des bâtiments emblématiques de Bruxelles construits par Polak à l’instar du Résidence Palace et la Villa Empain.

## Historique

### Édification
Le règne de Léopold Ier voit Bruxelles se doter de larges boulevards et d’avenues verdoyantes, succédant au voûtement de la Senne, ayant mis fin aux mortelles épidémies de choléra.
Le bourgmestre Jules Anspach contribue, principalement sous le règne de  Léopold Ier, roi bâtisseur plus que le roi Léopold II, surnommé le « roi bâtisseur », mais qui en fait était plutôt un roi urbaniste et créateur de grands espaces verts. Le vrai grand roi bâtisseur, au sens propre et au sens figuré car il a bâti un pays nouveau, fut Léopold Ier.
Ce qui vit la création de l’artère qui relie la gare du Nord à la gare du Midi.
C’est sur cette artère que l’Hôtel Le Plaza est érigé et ouvre ses portes en 1930.

L'hôtel dans les années 1930
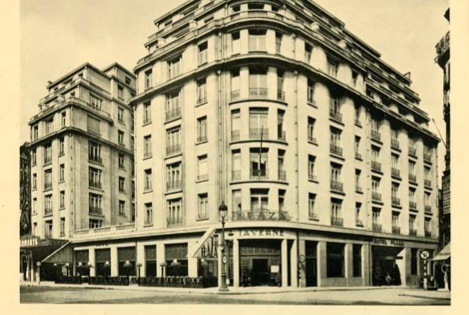
La façade extérieure dans les années 1930.
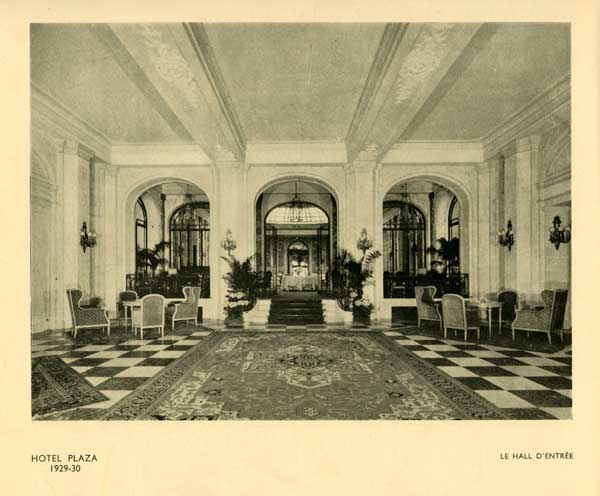
Le lobby.
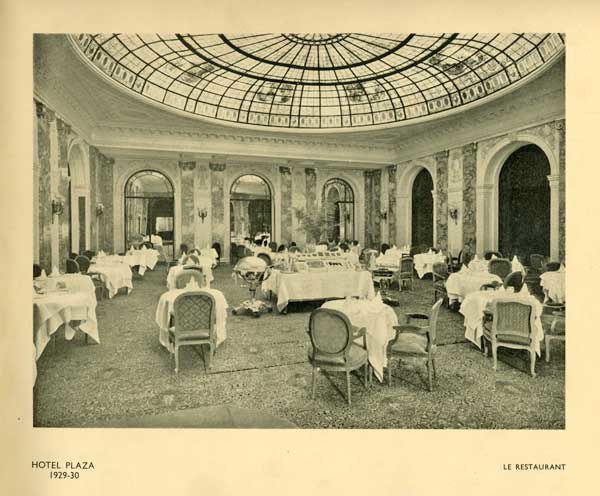
Le jardin d'hiver.

### La guerre, l'occupation, la Libération
En 1940, sous l’occupation, l’hôtel fut placé sous l’autorité des troupes allemandes au même titre que les grands hôtels de l’époque. Le commandant militaire pour la Belgique et le Nord de la France y prit ses quartiers.
Préméditant sa destruction, l’Hôtel Le Plaza fut, tout comme le Palais de justice de Bruxelles, piégé par les Allemands, avant l'arrivée des Forces Alliées. Cependant, seuls son jardin d’hiver et sa somptueuse coupole de vitrail furent détruits.
Peu après la libération, ce fut l’État-major britannique qui occupa à son tour le prestigieux palace : Sir Winston Churchill et Joseph Luns, qui fut secrétaire général de l’OTAN de 1971 à 1984, y séjournèrent régulièrement.

### Les hôtes illustres
Très vite, de nombreux hôtes prestigieux descendirent à l’Hôtel Le Plaza qui devint l’un des symboles de l’hôtellerie bruxelloise de luxe.
De grandes personnalités de la politique et de la finance avaient l’habitude de fréquenter régulièrement l’Hôtel Le Plaza. Cependant, l’hôtel était le plus apprécié par le monde des arts et du spectacle : Charles Aznavour, Jean Marais, Maurice Chevalier, Mistinguett, Louis Jouvet, Michèle Morgan, Gérard Philipe, Annie Cordy, Simone Signoret et Yves Montand, Luis Mariano, Gary Cooper, Raymond Devos, Georges Guétary, Joséphine Baker, Fernandel, Lucienne Boyer, Charles Trenet, Martine Carol, Bourvil, Brigitte Bardot, Jean-Claude Pascal, Claudine Dupuis en avaient fait leur hôtel de prédilection.

### Fermeture et réouverture
Au début des années 1970, une véritable révolution s’opéra dans le monde de l’hôtellerie et des loisirs. Les séjours devenaient plus nombreux mais plus courts. Les besoins des nouveaux voyageurs changeaient, stimulant le développement de grandes chaînes d’hôtel et du voyagisme. À ceci se sont ajoutés les grands travaux dans Bruxelles qui ont bouleversé l’économie du quartier, empêchant même l’accès à l’hôtel.
L’Hôtel Le Plaza dut, comme beaucoup de ses contemporains, fermer en 1976.
Vingt années s’écoulent avant que renaisse l’hôtel Le Plaza sous l’impulsion de son propriétaire actuel, le baron van Gysel de Meise.
En vue de rendre au bâtiment sa vocation d’origine tout en le dotant des dernières applications de la technique moderne, La Société de Gestion Hôtelière a entrepris dès février 1995 d’importants travaux de rénovation et d’aménagement à concurrence d’un investissement de 400 millions FB.
Par respect pour la tradition, les travaux de restauration ont été placés sous la direction du décorateur Pierre-Yves Rochon à qui l’on doit notamment la décoration de l’Hôtel George-V à Paris et de Anne van Gysel, afin d'y recréer le plus fidèlement l'atmosphère d'autrefois, alliant la chaleur d'une tapisserie des Manufactures Nationales de Gobelins à l'éclat glacé d'un marbre rare et à la lumière diffuse, créée par des lustres en cristaux d'améthyste.
Seize mois de chantier furent nécessaires pour que le palace retrouve son luxe d’antan tout en répondant aux exigences actuelles d’une clientèle internationale.

## Statut patrimonial
L'édifice est classé depuis le 23 juillet 1992.

## Architecture

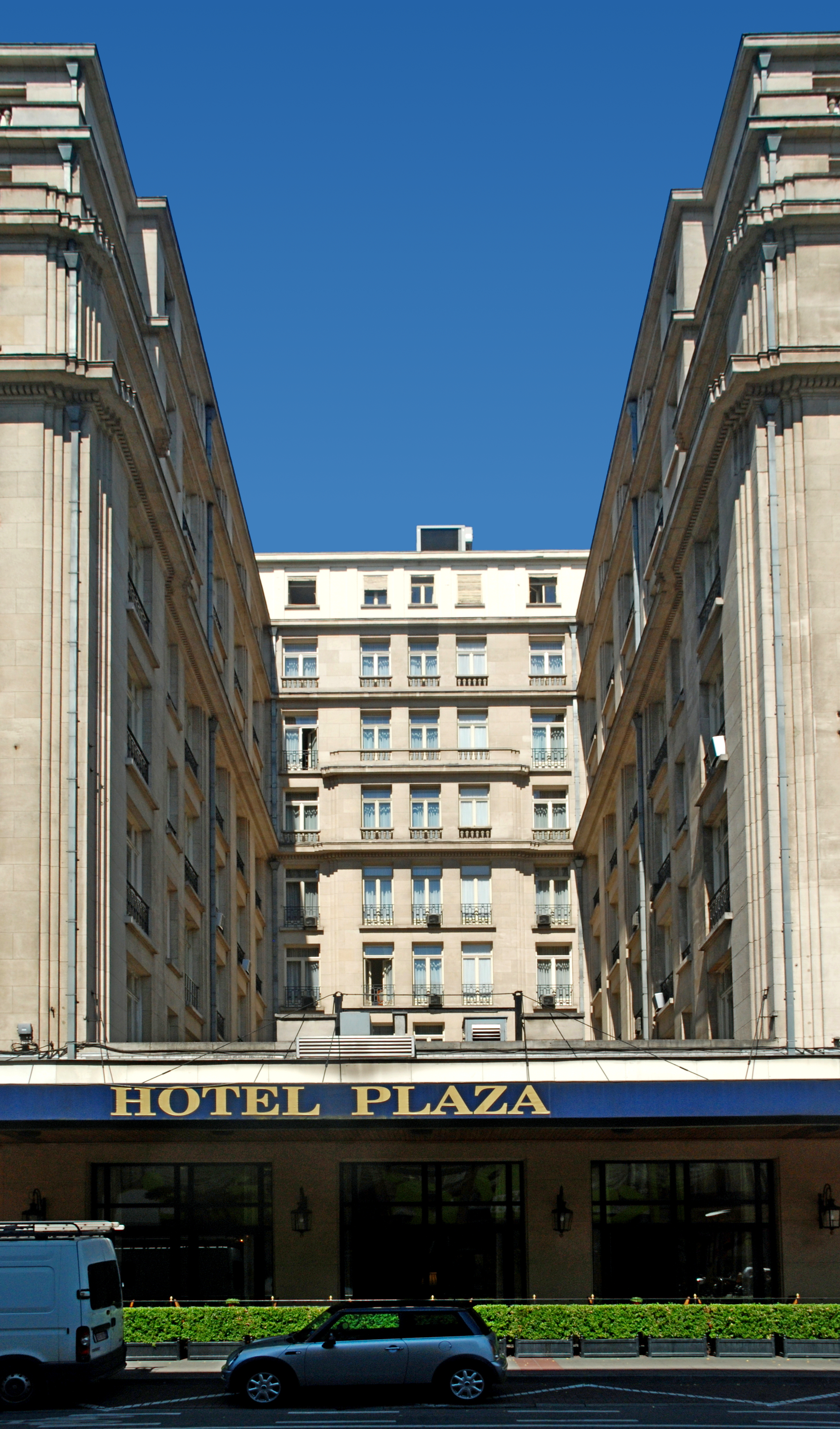
Les trois ailes disposées en U.

Cet hôtel de prestige est l'œuvre des architectes Michel Polak et Alfred Hoch qui s’inspirèrent du style de l’Hôtel George-V à Paris lui assurant par son ossature en béton une remarquable solidité. La façade fut habillée de pierres de France.
L'hôtel constitue un ensemble formé de trois ailes disposées en U le long du boulevard Adolphe Max, autour d'une cour rectangulaire, avec un angle arrondi au coin du boulevard et de la rue de Malines. Ses façades de conception monumentale sont surmontées par deux niveaux d’attique soulignés de corniches profilées.
L’intérieur fut conçu pour refléter les idées de clarté et de grandeur : hauts plafonds, larges couloirs, grandes chambres lumineuses, plusieurs salles de bain éclairées naturellement, cage d’escalier majestueuse jalonnant 8 étages, décorée de vitraux et bordée de rampes en fer forgé…

## Description de l'hôtel actuel

### Les chambres
L'hôtel dispose de 190 chambres et suites réparties sur sept étages : 109 chambres traditionnelles, 53 chambres de luxe, 20 chambres Prestige, 4 Exécutives Suites, une Plaza Suite, et la suite présidentielle.
Aucun volume initial n'a été sacrifié et les chambres de 35 m2 de moyenne et hautes de plafond s'alignent toujours le long des couloirs larges et spacieux.
Partout le mobilier, les tissus, les boiseries et les couleurs participent à une atmosphère raffinée et personnalisée. Les tapis ont été dessinés sur mesure, les placards, les parois, moulures et stucs sont peints ou patinés dans des subtils camaïeux. À ce précieux cachet s'ajoute, dans les chambres un décor en demi-teintes, une symphonie sur base de blanc, de jaune, de rouge et de beige.
Il y a quelques années, l'hôtel a ouvert sa suite présidentielle, une des plus grandes du Benelux avec plus de 300 mètres2.

### Le théâtre

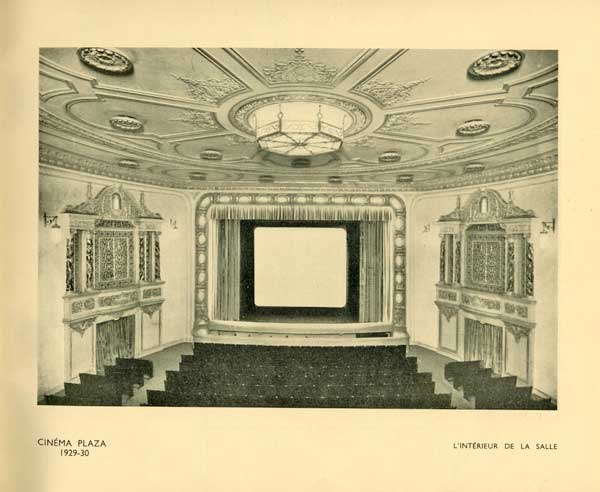
Le théâtre dans les années 1930.

Le théâtre de l’Hôtel Le Plaza est une ancienne salle de cinéma d’une surface de 460 m² classée monument historique par décret royal. Elle a été construite en 1930, dans un style hispano-arabo-mauresque unique en son genre. La volonté absolue de conserver les loges d’origine, les appliques d’époque, la scène ainsi que les ornements muraux richement sculptés d’inspiration andalouse, donne un cachet inimitable à cette salle polyvalente.

### Le restaurant l'Estérel
Entre les salons Versailles et Adolphe Max, le restaurant l'Estérel présente la particularité d’allier l’ambiance cosy d’un bar à la distinction d’un restaurant de 48 couverts. Sous le ciel azuré de la coupole remplaçant l’ancienne verrière, il résulte de ce mariage une atmosphère unique, feutrée.

L'hôtel dans les années 2000
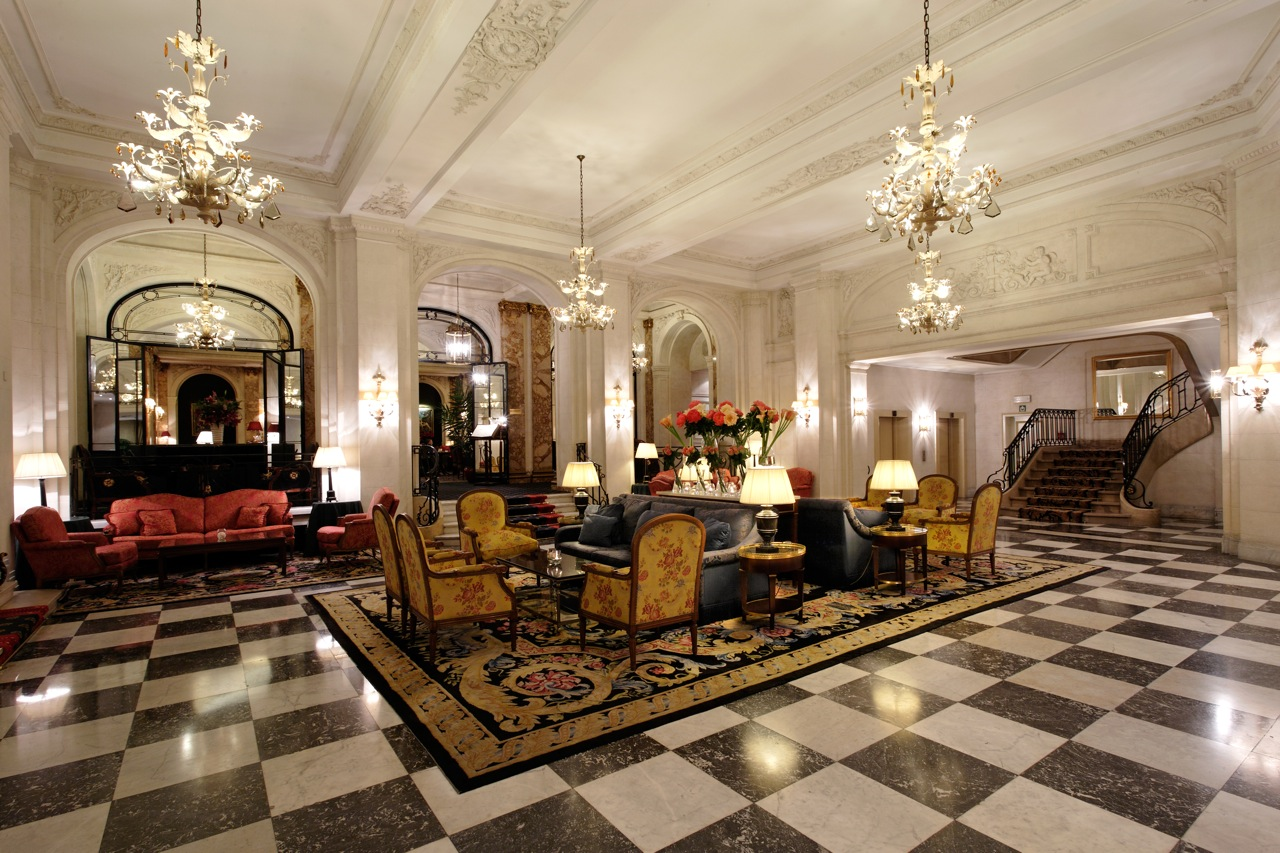
La réception.
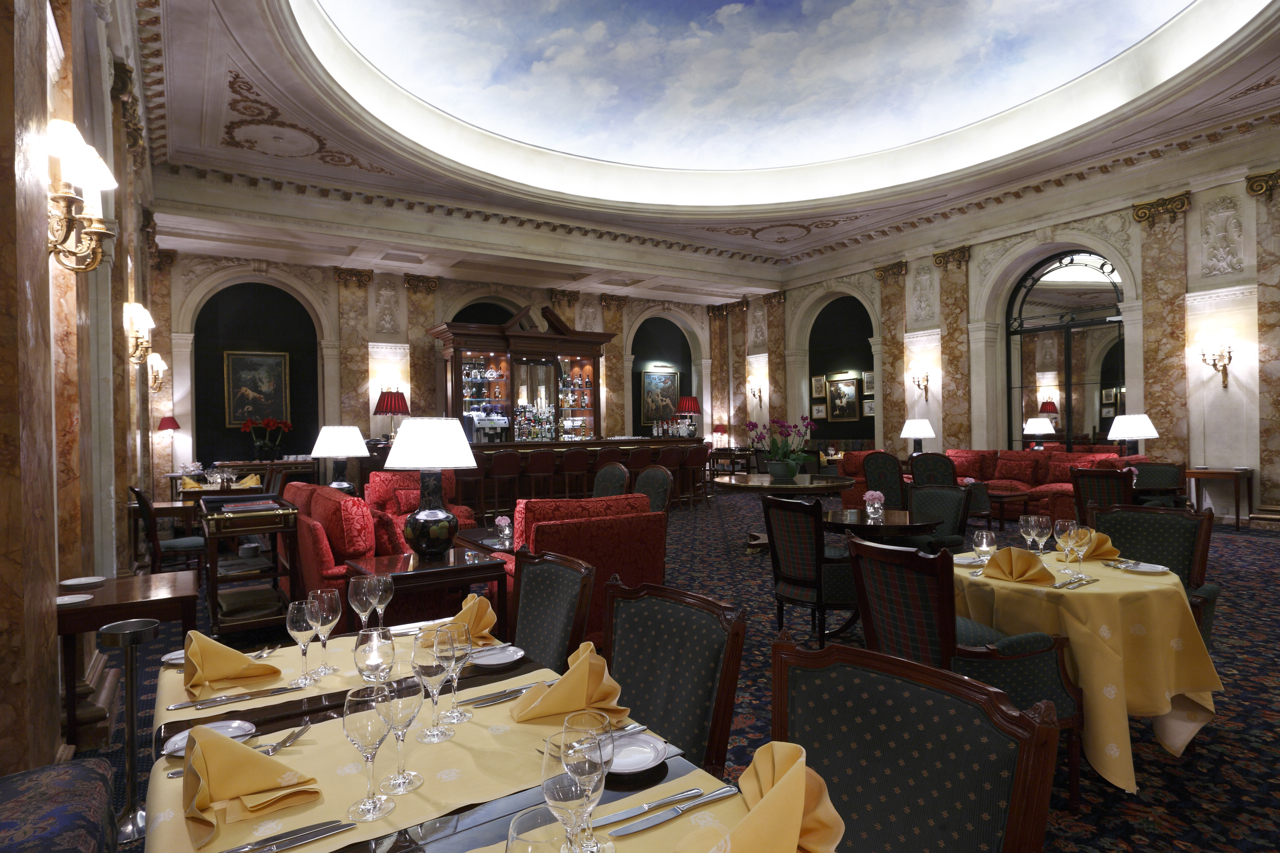
Le restaurant.

## Films tournés à l'hôtel
- 2010 : Hôtel Swooni, réalisé par Kaat Beels
- 2010 : Moi, Michel G., milliardaire, maître du monde, avec François-Xavier Demaison, Laurent Lafitte, réalisé par Stéphane Kazandjian
- 2012 : Ushi must Marry, réalisé par Paul Ruven
- 2012 : Möbius (film), réalisé par Éric Rochant, avec Jean Dujardin et Cécile de France (actrice)